# Rey de Rapa Nui
El rey de Rapa Nui fue la persona encargada de gobernar la isla de Pascua hasta su incorporación a Chile en 1888.

## Primer jefe supremo
Se dice que el primer jefe legendario de la isla de Pascua fue Hotu Matu'a, cuya llegada data del siglo IV, VI o IX d. C. La leyenda relata que este hombre era el jefe de una tribu que vivía en Marae Renga. Se dice que Marae Renga existió en un lugar conocido como la «región de Hiva». Algunos libros sugieren que la región de Hiva era un área en las islas Marquesas, pero hoy en día, se cree que la tierra ancestral de los habitantes de la isla de Pascua habría estado ubicada en la zona intercultural Pitcairn Mangareva. Algunas versiones de la historia afirman que los conflictos internos llevaron a Hotu Matuꞌa a navegar con su tribu hacia nuevas tierras, mientras que otras dicen que un desastre natural (posiblemente un maremoto) hizo que la tribu huyera.
A pesar de estas diferencias, las historias concuerdan en la siguiente parte: un sacerdote llamado Haumaka se le apareció a Hotu Matuꞌa en sueños una noche. El sacerdote voló hacia el mar y descubrió una isla, a la que llamó Te Pito ꞌo te Kāinga («el Centro de la Tierra»). Hotu Matuꞌa envió siete exploradores y abrazó su sueño y esperó el regreso de sus exploradores. Después de comer, sembrar ñame y descansar, los siete exploradores regresaron a casa para contar las buenas nuevas. Hotu Matuꞌa tomó una gran tripulación, su familia y todo lo que necesitaban para sobrevivir en la nueva tierra. Luego, remaron en una sola canoa enorme de doble casco hasta «el Centro de la Tierra»  y desembarcaron en la playa Anakena, Rapa Nui.

## Tuꞌu ko Iho

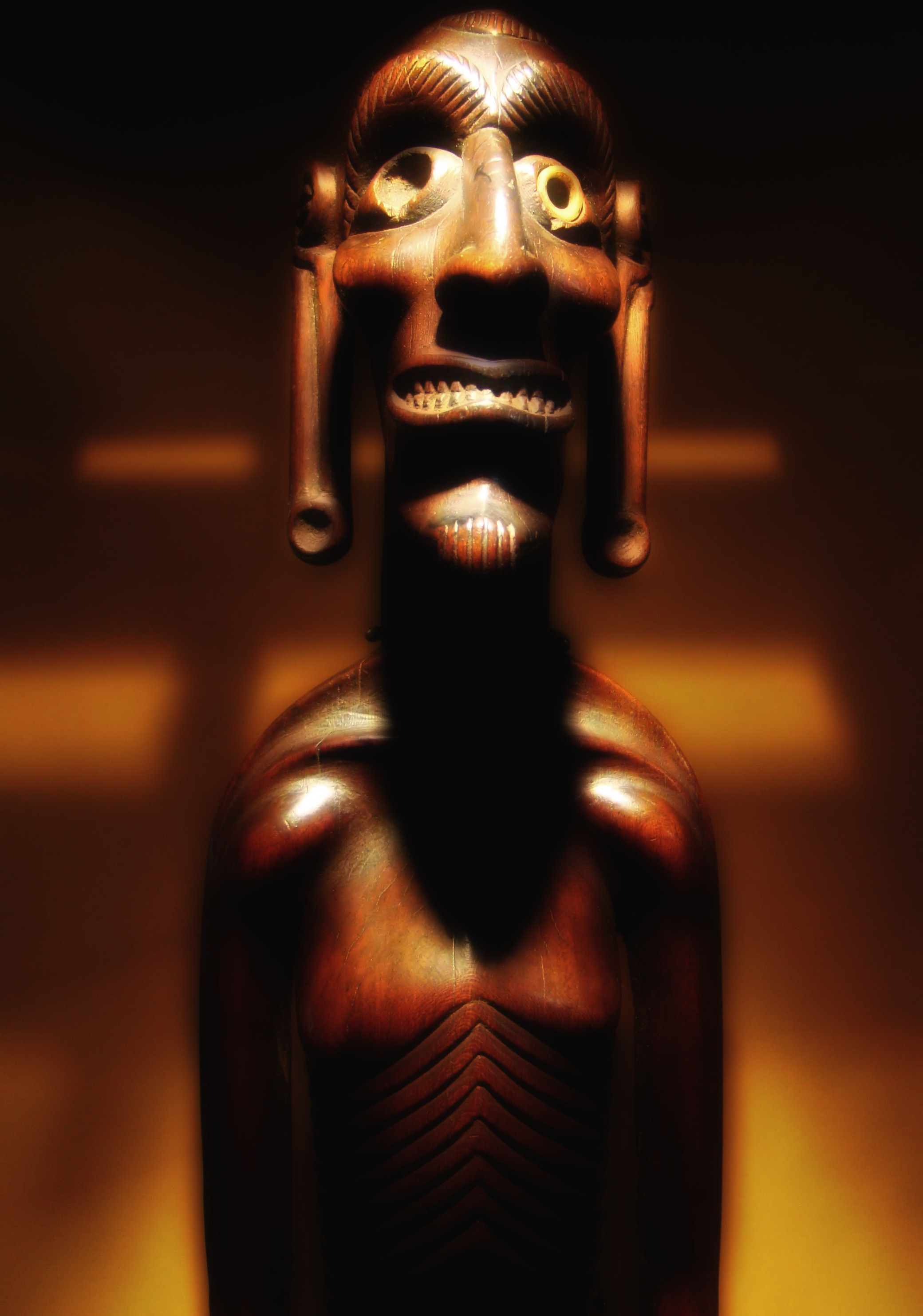
Ejemplo de estatuas relacionadas con la mitología de Tuꞌu ko Iho, del Museo Marítimo Nacional de Australia.

Según Steven Roger Fischer's Island at the End of the World, cierto individuo llamado Tuꞌu ko Iho cofundó el asentamiento en la isla. El libro de Fischer afirma que no solo hizo esto, sino que una leyenda dice que «trajo las estatuas a la isla y las hizo caminar».

## Hijos de Hotu Matuꞌa
Poco antes de la muerte de Hotu Matuꞌa, la isla fue entregada a sus hijos, quienes formaron ocho clanes principales. Además, se formaron cuatro clanes más pequeños y menos importantes.
1. Tuꞌu Maheke : el hijo primogénito de Hotu. Recibió las tierras entre Anakena y Maunga Tea-Tea.
2. Miru : recibió las tierras entre Anakena y Hanga Roa .
3. Marama : recibió las tierras entre Anakena y Rano Raraku . Tener acceso a la cantera de Rano Raraku resultó extremadamente útil para quienes vivían en las tierras de Marama. La cantera pronto se convirtió en la principal fuente de toba de la isla utilizada en la construcción de los moái (estatuas de piedra grandes). De hecho, el 95% de los moái se realizaron en Rano Raraku.[5]
4. Raa se asentó al noroeste de Maunga Tea-Tea.
5. Koro Orongo hizo un asentamiento entre Akahanga y Rano Raraku.
6. Hotu Iti recibió toda la parte oriental de la isla.
7. y 8 Tupahotu y Ngaure se quedaron con las partes restantes de la isla.[6]

## Patrones reales en toda la Isla de Pascua
A lo largo de los años, los clanes se agruparon lentamente en dos territorios. Los Ko Tuꞌu Aro estaban compuestos por clanes en el noroeste, mientras que los Hotu Iti vivían principalmente en la parte sureste de la isla. Los Miru son comúnmente vistos como los verdaderos herederos reales que gobernaron los clanes Ko Tuꞌu Aro.
Desde entonces, los líderes de Isla de Pascua han sido gobernantes hereditarios que afirmaban tener un origen divino y se separaban del resto de los isleños con tabúes. Estos ariki no solo controlaban las funciones religiosas del clan, sino que también dirigían todo lo demás, desde administrar los suministros de alimentos hasta librar la guerra. Desde que la Isla de Pascua se dividió en dos superclanes, los gobernantes de la Isla de Pascua siguieron un patrón predecible. La gente de Rapa Nui era especialmente competitiva en esos tiempos. Por lo general, competían para construir un moái más grande que sus vecinos, pero cuando esto no lograba resolver el conflicto, las tribus a menudo recurrían a la guerra y se derribaban las estatuas entre sí.

## Listas de los jefes supremos y reyes históricos de Isla de Pascua
- 1. Hotu (A Matua), hijo de Matua (c. 400)
- 2. Vakai, su esposa
- 3. Tuu ma Heke
- 4. Nuku (¿Inukura?)
- 5. Miru a Tumaheke
- 6. Hata a Miru
- 7. Miru o Hata
- 8. Hiuariru (Hiu a Miru? )
- 9. Aturaugi. Se utilizaron las primeras puntas de lanza de obsidiana .
- 10 Raa
- 11 Atahega a Miru (¿descendiente de Miru?), alrededor de 600
- . . . . . . ¿Hakapuna?
- 17 Ihu an Aturanga (¿Oihu? )
- . . . . . . ¿Ruhoi?
- 20 Tuu Ka(u)nga te Mamaru
- 21 Takahita
- 22 Ouaraa, alrededor de 800
- 23 Koroharua
- 24 Mahuta Ariiki (las primeras imágenes de piedra se hicieron en la época de su hijo)
- 25 Atua Ure Rangi
- 26 Atuamata
- 27 Uremata
- 28 Te Riri Tuu Kura
- 29 korua rongo
- 30 tiki te hatu
- 31 Tiki Tena
- 32. Uru Kenu, alrededor de 1000
- 33. Te Rurúa Tiki Te Hatu
- 34. Nau Ta Mahiki
- 35. Té Te Rika
- 36. Teteratera
- 37. Te Ria Kautahito (Hirakau-Tehito? )
- 38. Ko Te Pu I Te Toki
- 39. kuratahogo
- 40 Ko Te Hiti Rua Nea
- 41. Te Uruaki Kena
- 42. Tu Te Rei Manana, alrededor de 1200
- 43. Ko Te Kura Tahonga
- 44. Taoraha Kaihahanga
- 45. Tukuma(kuma)
- 46. Te Kahui Tuhunga
- 47. Te Tuhunga Hanui
- 48. Te Tuhunga Haroa
- 49. Te Tuhunga "Mare Kapeau"
- 50 Toati Rangi Hahe
- 51. Tangaroa Tatarara (Tal vez Tangaiia de la isla Mangaia ? )
- 52. Havini(vini) Koro (o Hariui Koro), alrededor de 1400
- 53. Puna Hako
- 54. Puna Ate Tuu
- 55. Puna Kai Te Vana
- 56. Te Riri Katea (? - 1485)
- 57. -
- 58. -
- 59. Haumoana, Tarataki y Tupa Ariki (del Perú ), de 1485
- 60 Mahaki Tapu Vae Iti (Mahiki Tapuakiti)
- 61. Ngau-ka Te Mahaki o Tuu Koiho (¿Ko-Tuu-ihu? )
- 62. Anakena
- 63. Hanga-rau
- 64. Marama Ariki, hacia 1600
- sesenta y cinco. Riu Tupa Hotu (Nui Tupa Hotu? )
- 66. Toko Te Rangi (¿Quizás el "Dios" Rongo de la isla Mangaia? )
- 67. Kao Aroaro (Re Kauu? )
- 68. Mataiví
- 69. kao hoto
- 70. Te Ravarava (Terava Rara)
- 71. Tehitehuke
- 72. Te Rahai o Terahai

(Los gobernantes alternativos después de Terahai: Koroharua, Riki-ka-atea, cuyo hijo fue Hotu Matua, luego Kaimakoi, Tehetu-tara-Kura, Huero, Kaimakoi (o Raimokaky), finalmente Gaara, que es Ngaara en la lista principal a continuación. )
- 73. te huke
- 74. Tuu, de Mata Nui (¿Ko Tuu?), alrededor de 1770
- 75. Hotu Iti (nacido de Mata Iti). Guerra alrededor de 1773.
- 76. Honga
- 77. Te Kená
- 78. Te Tite Anga Henua
- 79. Nga'ara (c. 1835 - justo antes de 1860), hijo del rey Kai Mako'i
- 80. Maurata (1859 - 1862)
- 81. Kai Mako'i 'Iti (= Pequeño Kaimakoi) (– 1863), hijo de Nga'ara, devastación de la isla por esclavistas peruanos en la gran incursión esclavista peruana de 1862, muerto como esclavo (¿en 1863? )
- 82. Tepito[8]
- 83. Gregorio;[8] es decir Kerekorio Manu Rangi, Rokoroko He Tau
- 84. Atamu Tekena, firma el Tratado de Anexión, se anexiona Isla de Pascua a Chile, muere agosto de 1892[9]
- 85. Simeon Riro Kāinga, murió en Valparaíso en 1899
- 86. Enrique Ika a Tuʻu Hati (1900-1901), no reconocido[10]
- 87. Moisés Tuʻu Hereveri (1901–1902), no reconocido.[10]

Reclamantes modernos
- 2011-2017: Valentino Riroroko Tuki (coronado en julio, proclamado el 8 de agosto de 2011)[11] afirmó ser el rey real y nieto de Kāinga.

## Otras lecturas
- Alfred Metraux (1937). «The Kings of Easter Island». Journal of the Polynesian Society (Polynesian Society) 46: 41-62. Archivado desde el original el 30 de junio de 2018. Consultado el 6 de octubre de 2022.

- Datos: Q6413065